# Academia de San Lucas

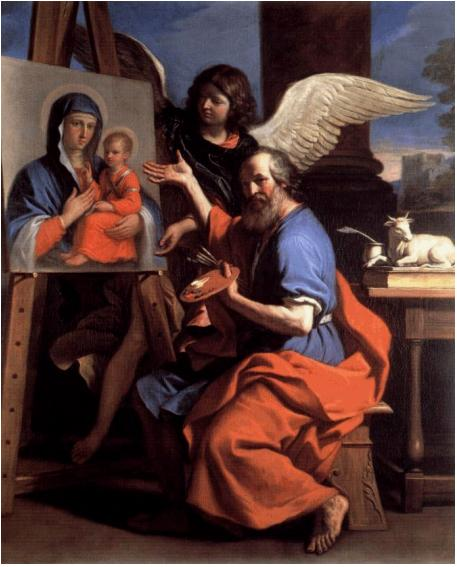
San Lucas pintando el retrato de la Virgen, de Guercino.

La Academia de San Lucas (Accademia Nazionale di San Luca) es una asociación de artistas y una academia de bellas artes existente en la ciudad de Roma. Cuenta además con un museo, el Museo dell'Accademia. Su máxima autoridad tuvo el nombre de Príncipe hasta la reforma de estatutos realizada en 1812 (el último Príncipe fue Antonio Canova). Posteriormente, para el cargo se optó por el nombre de Presidente. 

## Historia
La Academia fue fundada en 1593 por Federico Zuccari, que fue su primer Príncipe (director), con el propósito de elevar el trabajo del artista a algo más que la simple artesanía. Durante sus primeros años de vida, la asociación estuvo en la órbita del patronazgo papal, que dominó y controló la institución. La Accademia fue dedicada desde principios del siglo XVII al evangelista San Lucas, como protector de los pintores, ya que según la leyenda San Lucas fue el autor del primer retrato de la Virgen María. La institución tomará su referente de la antigua Universidad de Pintores, Miniaturistas y Bordadores (Università dei Pittori, Miniatori e Ricamatori), corporación de maestros cuyos estatutos y privilegios fueron renovados por Sixto IV el 17 de diciembre de 1478. En 1605, el papa Paulo V concedió a la institución, para el día de la fiesta de San Lucas, el derecho de conceder la gracia a todos los condenados elegidos por los miembros de la Accademia. En 1620, Urbano VIII concede el derecho a la Accademia di San Luca de establecer quién podía ser considerado "artista" en Roma, y en 1633, la capacidad de poder tasar todos los artistas y el monopolio sobre todas las comisiones públicas de los Estados Pontificios. Con el curso de los años la autoridad papal tendrá siempre el control de la institución. La Accademia tenía la finalidad según muchos críticos de dar una alta educación a los artistas pero al mismo tiempo ejercer sobre ellos el control directo de la Iglesia. 
Los Principi de la Accademia di San Luca eran eminentes personalidades artísticas
elegidas por el cuerpo académico, y entre los que ostentaron este cargo se encuentran personajes ilustres del mundo del arte como Gian Lorenzo Bernini o Domenichino. Pese a ello muchos artistas importantes permanecieron fuera de esta institución y no fueron nunca admitidos en el circuito de la Accademia. Por este motivo nacieron en Roma en el curso de los años escuelas de artistas alternativas a la Accademia, que se oponían al modo de concebir el arte por esta institución; una de las más famosas fue la de los bamboccianti. 
Después de la unidad italiana, y la anexión de Roma al reino de Italia (1870), en 1872 se transformó en Academia Real (Accademia Reale), y con la llegada de la república (1948) pasó a ser Academia Nacional (Accademia Nazionale).

### El emblema de la Accademia
En 1705 se adoptó el blasón que aún hoy caracteriza la Accademia. Se trata de un triángulo equilátero formado por tres instrumentos característicos de las tres artes practicadas principalmente en la institución: el pincel por la pintura, el cincel por
la escultura y el compás por la arquitectura. El emblema está coronado por una frase de Horacio: aequa potestas, que representa la igual dignidad que tienen estas artes.

### La Accademia hoy
La Accademia di San Luca sigue en actividad. Según sus estatutos todos los artistas miembros tienen que donar una obra suya a la institución para perpetuar su memoria. Las obras donadas por sus miembros a lo largo de los años se encuentran en el Museo dell'Accademia, situado en el interior del Palazzo Carpegna, en las cercanías de la Fontana di Trevi, formando una colección única de escultura y pintura.

## El cuerpo académico
Las tres artes conforman las secciones en que se divide el cuerpo académico (pintura, escultura y arquitectura), formado por:
- 54 académicos nacionales
- 90 académicos corresponsales italianos
- 30 académicos extranjeros
- número ilimitado de beneméritos

## Príncipesde la Academia
- Federico Zuccari
- Cherubino Alberti
- Giovan Battista Boncori
- Baldassare Croce
- Domenichino
- Gian Lorenzo Bernini
- Paolo Guidotti
- Domenico Guidi
- Luigi Garzi
- Antiveduto Grammatica
- Carlo Maratta
- Alessandro Turchi
- Filippo Gagliardi
- Filippo Lauri
- Tommaso Maria Conca
- Pietro da Cortona
- Giovanni Francesco Romanelli
- Gasparo Mola
- Pier Francesco Mola
- Filippo della Valle
- Carlo Marchionni
- Agostino Masucci
- Giuseppe Bartolomeo Chiari
- Carlo Cesi
- Sebastiano Conca
- Vito D'Anna
- Simon Vouet
- Charles Le Brun
- Camillo Rusconi
- Antón Rafael Mengs
- Anton von Maron
- Antonio Canova
- Vincenzo Camuccini
- Nicola Consoni
- Renato Marino Mazzacurati

## Académicos beneméritos
- James Ackerman
- Pio Baldi
- Gabriella Belli
- Carlo Bertelli
- Richard Bösel
- Bruno Cagli
- Angela Cipriani
- Roberto Conforti
- Italo Faldi
- Kurt Forster
- Christoph Luitpold Frommel
- Jörg Garms
- Elisabeth Kieven
- Fabrizio Lemme
- Paolo Marconi
- Olivier Michel
- Henry Millon
- Karl Noehles
- Serenita Papaldo
- Maria Vincenza Riccardi Scassellati
- Pierre Rosenberg
- Mario Serio
- Francesco Sisinni
- Francesco Taddei
- Jack Wasserman
- Matthias Winner

## Académicos históricos
Pintores
- Vasco Bendini
- Agostino Bonalumi
- Arnoldo Ciarrocchi
- Leonardo Cremonini
- Renato Guttuso
- John Hoyland
- Gino Marotta
- Piero Ruggeri
- Toti Scialoja
- Giacomo Soffiantino
- Alberto Sughi
- Francesco Tabusso
- Riccardo Tommasi Ferroni
- Cy Twombly

Escultores
- Luigi Amici
- Pietro Cascella
- Alik Cavaliere
- Sato Churyo
- Luciano Fabro
- Lorenzo Guerrini
- Gianfranco Pardi
- Giuseppe Uncini

Arquitectos
- Alessandro Anselmi
- Gae Aulenti
- Carlo Aymonino
- Guido Canella
- Enrico Del Debbio
- Giorgio Raineri
- Mario Ridolfi
- Enzo Zacchiroli

Expertos
- Enrico Castelnuovo
- Mario Manieri Elia
- Alessandro Marabottini Marabotti
- Pietro Zampetti

Beneméritos
- Italo Faldi
- Paolo Marconi
- Mario Serio

## Académicos extranjeros
Pintores
- Francisco Aznar
- William H. Bailey
- Janez Bernik
- Lawrence Carrol
- Pierre Carron
- Anselm Kiefer
- Dieter Kopp
- Joe Tilson

Escultores
- Ariel Auslender
- Kengiro Azuma
- Tony Cragg
- Richard Hess
- Jannis Kounellis
- Nat Neujean
- Joachim Schmettau
- Richard Serra
- Antonio Solá
- Cordelia Von Den Steinen

Arquitectos
- Oriol Bohigas i Guardiola
- Mario Botta
- Romaldo Giurgola
- Steven Holl
- José Rafael Moneo Vallés
- Kevin Roche
- Álvaro Siza
- Robert Venturi

Expertos
- Howard Burns
- Jean Louis Cohen
- Joseph Connors
- Helmut Friedel
- Pierre Gros
- Hellmut Hager
- Jennifer Montagu
- Joseph Rykwert
- Christof Thoenes

## Académicos nacionales
Pintores
- Getulio Alviani
- Eugenio Carmi
- Bruno Caruso
- Enzo Cucchi
- Enrico Della Torre
- Gianni Dessì
- Pablo Echaurren
- Giorgio Griffa
- Piero Guccione
- Leslie Meyer
- Franco Mulas
- Giulia Napoleone
- Claudio Olivieri
- Giulio Paolini
- Achille Perilli
- Michelangelo Pistoletto
- Piero Pizzi Cannella
- Concetto Pozzati
- Mario Raciti
- Ruggero Savinio
- Guido Strazza
- Valentino Vago
- Claudio Verna
- Giuseppe Zigaina

Escultores
- Pier Paolo Calzolari
- Nicola Carrino
- Tommaso Cascella
- Mario Ceroli
- Nunzio Di Stefano
- Vincenzo Gaetaniello
- Luigi Gheno
- Paolo Icaro
- Igino Legnaghi
- Carlo Lorenzetti
- Teodosio Magnoni
- Luigi Mainolfi
- Eliseo Mattiacci
- Maurizio Nannucci
- Mimmo Paladino
- Claudio Parmiggiani
- Gianni Piacentino
- Giuseppe Pirozzi
- Arnaldo Pomodoro
- Alessandro Romano
- Pasquale Santoro
- Giuseppe Spagnulo
- Ettore Spalletti
- Mauro Staccioli
- Antonio Trotta
- Valeriano Trubbiani
- Giuliano Vangi
- Grazia Varisco
- Gilberto Zorio

Arquitectos
- Enrico Bordogna
- Saverio Busiri Vici
- Luigi Caccia Dominioni
- Guido Canali
- Massimo Carmassi
- Francesco Cellini
- Michele De Lucchi
- Pietro Derossi
- Massimiliano Fuksas
- Vittorio Gregotti
- Glauco Gresleri
- Danilo Guerri
- Giuseppina Marcialis
- Carlo Melograni
- Antonio Monestiroli
- Adolfo Natalini
- Aimaro Oreglia D'isola
- Nicola Pagliara
- Lucio Passarelli
- Renzo Piano
- Paolo Portoghesi
- Franco Purini
- Umberto Riva
- Luciano Semerani
- Laura Thermes
- Francesco Venezia
- Paolo Zermani

Expertos
- Giuseppe Appella
- Renato Barilli
- Paola Barocchi
- Evelina Borea
- Maurizio Calvesi
- Giorgio Ciucci
- Claudia Conforti
- Enrico Crispolti
- Fabrizio D'amico
- Francesco Dal Co
- Marisa Dalai Emiliani
- Andrea Emiliani
- Francesco Paolo Fiore
- Antonio Giuliano
- Andreína Griseri
- Francesco Moschini
- Pier Nicola Pagliara
- Antonio Paolucci
- Antonio Pinelli
- Salvatore Settis
- Bruno Toscano
- Lorenza Trucchi
- Rosalba Zuccaro

Beneméritos
- Pio Baldi
- Gabriella Belli
- Carlo Bertelli
- Bruno Cagli
- Angela Cipriani
- Roberto Conforti
- Fabrizio Lemme
- Serenita Papaldo
- Maria Vincenza Riccardi Scassellati
- Francesco Sisinni
- Francesco Taddei